# CMX (gruppo musicale)
I CMX, originariamente chiamati Cloaca Maxima, sono un gruppo musicale finlandese, formatosi nel 1985.

## Formazione
Attuale
- A. W. Yrjänä – voce, basso (1985-presente)
- Janne Halmkrona – chitarra (1990-presente)
- Timo Rasio – chitarra (1991-presente)
- Olli-Matti Wahlström – batteria (2012-presente)

Ex componenti
- Kimmo Suomalainen – chitarra (1985-1990)
- Pasi Isometsä – chitarra (1990)
- Pekka Kanniainen – batteria (1985-1997)
- Tuomas Peippo – batteria (1997-2012)

## Discografia

### Album in studio
- 1990 – Kolmikärki
- 1991 – Veljeskunta
- 1992 – Aurinko
- 1994 – Aura
- 1995 – Rautakantele
- 1996 – Discopolis
- 1998 – Vainajala
- 2000 – Dinosaurus Stereophonicus
- 2002 – Isohaara
- 2003 – Aion
- 2005 – Pedot
- 2007 – Talvikuningas
- 2010 – Iäti
- 2013 – Seitsentahokas
- 2015 – Mesmeria

### Raccolte
- 1997 – Cloaca Maxima
- 2004 – Cloaca Maxima II
- 2008 – Kaikki hedelmät